# Corpus den Hoorn
Corpus den Hoorn is een wijk in het zuiden van de stad Groningen. De wijk ligt ten westen van het Noord-Willemskanaal en ten zuiden van het Stadspark. Het oudste deel  dateert uit de vijftiger en zestiger jaren van de twintigste eeuw en bestaat voornamelijk uit sociale woningbouw. De straten in dit gedeelte zijn vernoemd naar bekende medici. Soms wordt ook de eind-20e-eeuwse  wijk Hoornse Meer tot Corpus den Hoorn gerekend.

## Naam
De naam Corpus den Hoorn komt van het klooster Maria Ten Hoorn dat in een hoek ("hörn") aan de weg Groningen-Paterswolde stond. Vandaar de aanduiding 'ten Hoorn'. Met corpus wordt het land bedoeld dat het klooster in gebruik had. Corpus den Hoorn staat dus voor 'land van klooster Ten Hoorn'.

## Karakter
Aan het eind van de 20e eeuw beschouwde men de bevolkingssamenstelling van de wijk als te eenzijdig. Daarnaast was er jongerenoverlast. Daarom startte de gemeente een project dat moest leiden tot een andere bewonerskarakteristiek. Zo was er het project 'Heel de buurt' dat in het begin van 21e eeuw leidde tot ingrijpende renovatie met een groter aandeel koopwoningen. Dit proces kwam tot stand in overleg met de wijkraad die bewoners en maatschappelijke organisaties vertegenwoordigt. Daarna werd Corpus den Hoorn opgenomen in het zogenaamde 'Lokaal Akkoord' uit 2007. Deze overeenkomst van woningcorporaties met de gemeente Groningen beoogde verdere stadsverbetering.
In het zuidelijke, nieuwere deel van de wijk zijn kantoren. Ook het Martini Ziekenhuis staat in dit deel van de wijk.

## Voorzieningen
De wijk kent verschillende voorzieningen zoals basisscholen, bejaardentehuizen, kinderopvang, kerken en een winkelcentrum.

### Sportpark
In de wijk ligt sportpark Corpus den Hoorn. Het is voornamelijk bekend als trainingscomplex van FC Groningen maar heeft 6 voetbalvelden (4 natuurgras en 2 kunstgras) voor verschillende clubs waaronder GRC Groningen, 1 combiveld rugby/voetbal, 1 combiveld American Football/voetbal, 5 hockeyvelden, 1 honkbalveld, 1 softbalvelden en een wielerbaan. Verder zijn er een sporthal en velden voor tennis, squash en badminton.

## Afbeeldingen

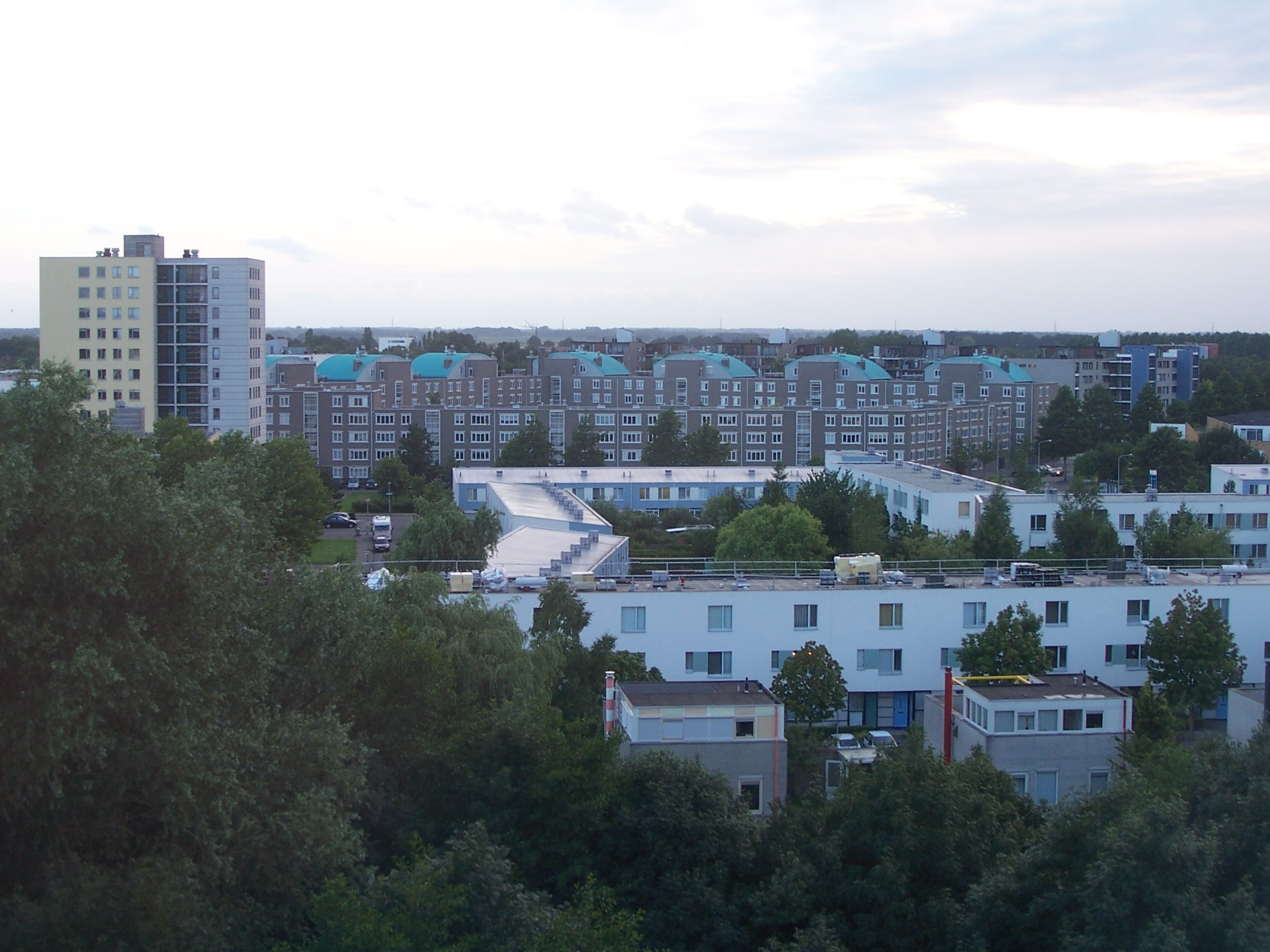
Corpus den Hoorn (2009)
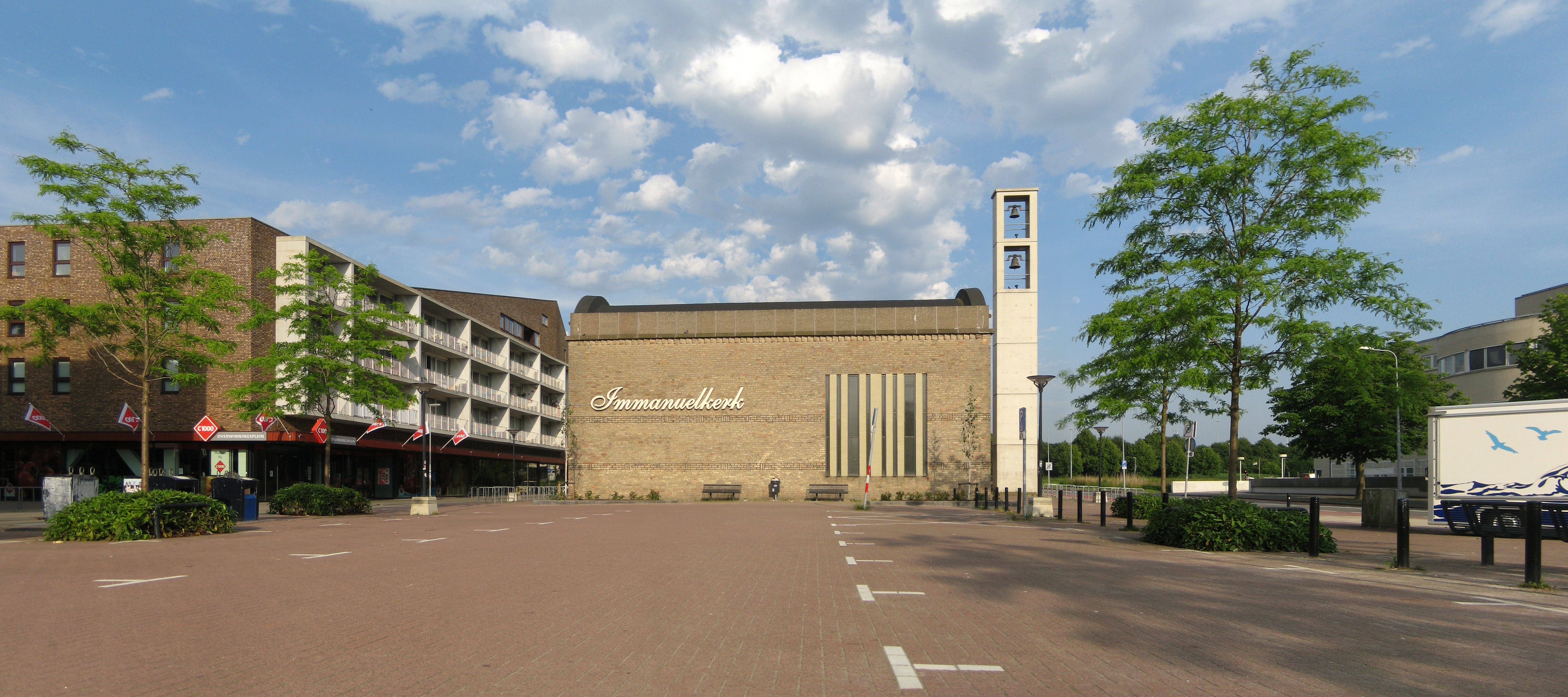
De Immanuelkerk (1964-1965) aan het Overwinningsplein (2014)
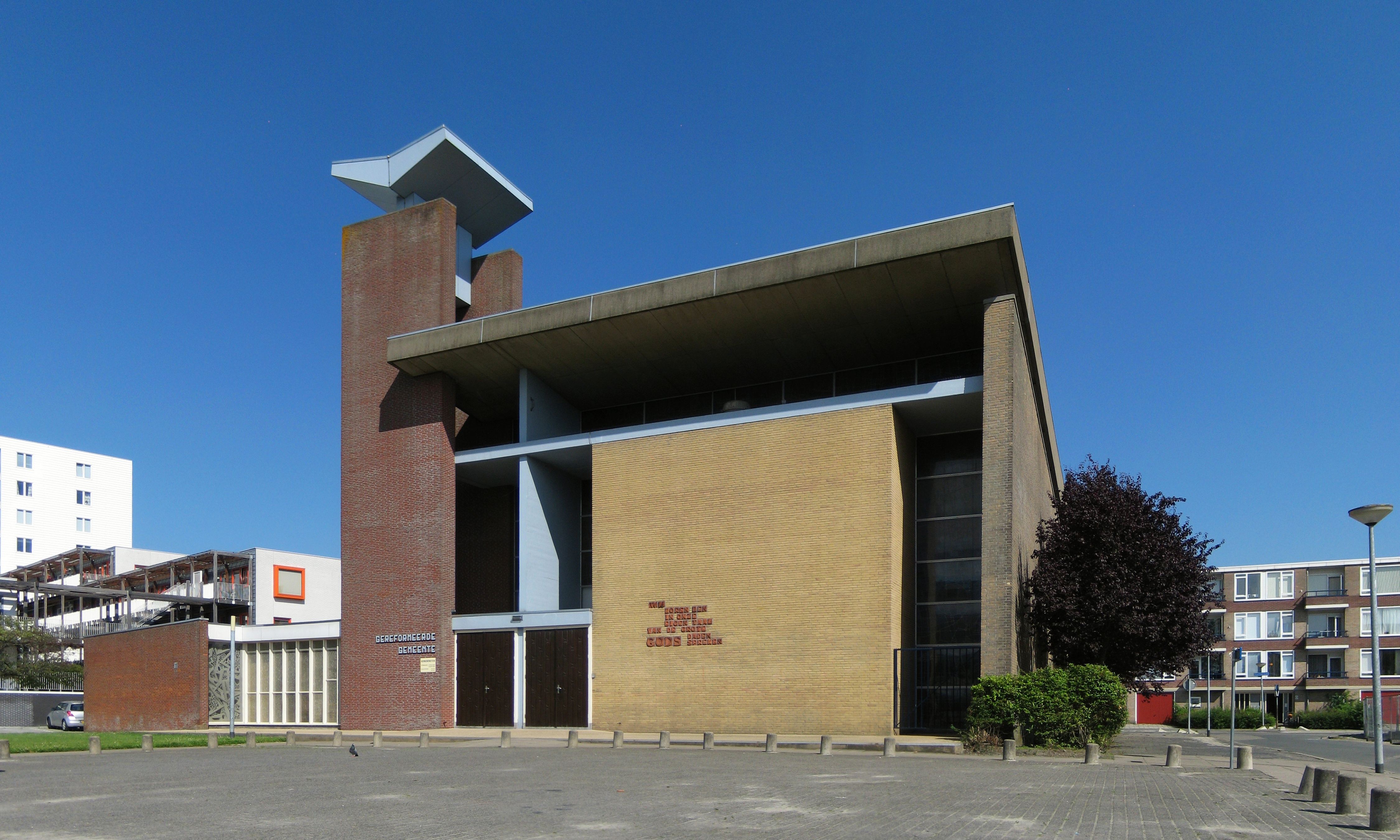
De Mariakerk/Magnalia Deï-kerk (1959-1960) aan de Landsteinerlaan (2010)
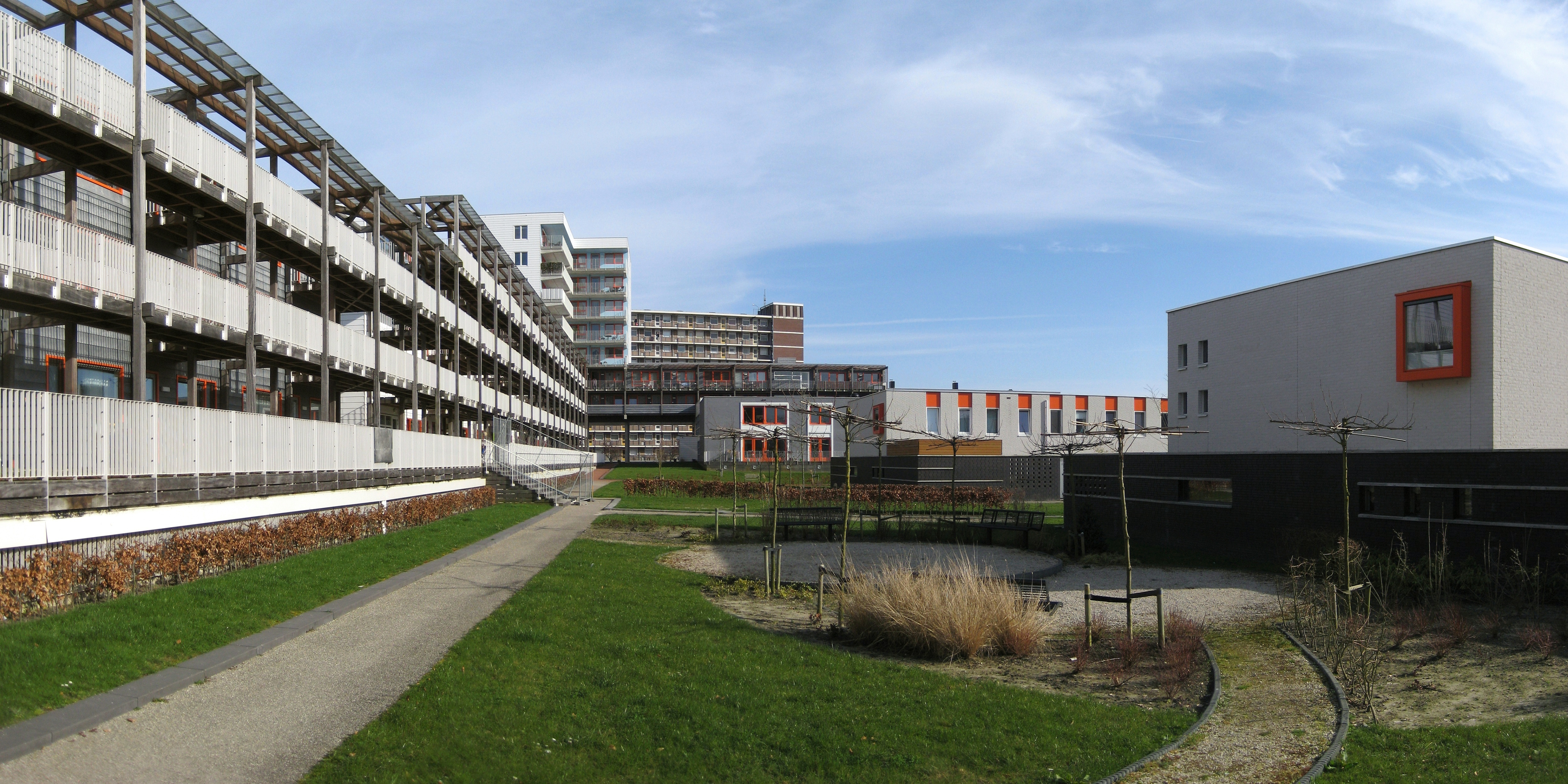
Woningen in Corpus den Hoorn-Noord (2012)
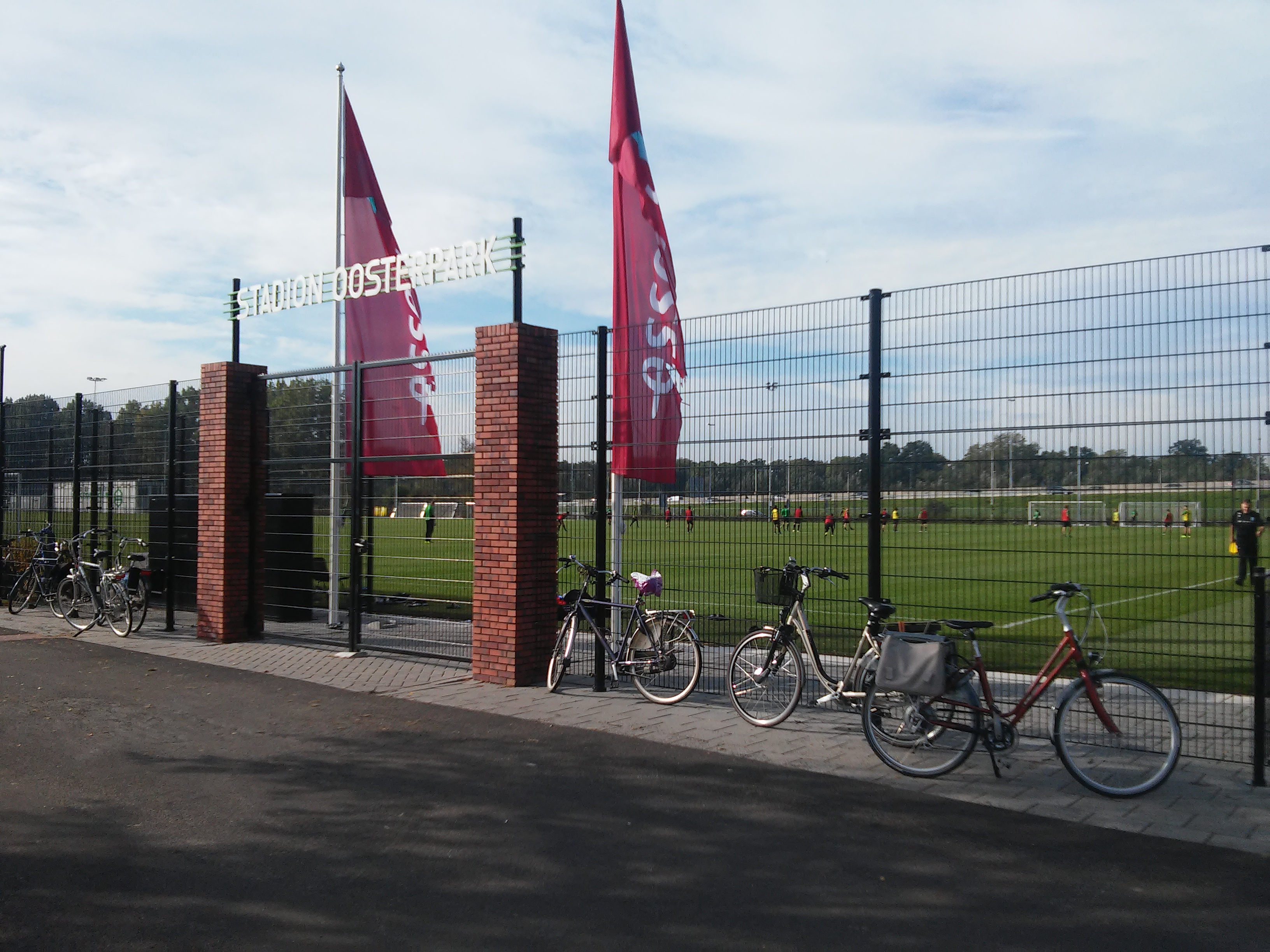
Het sportpark (2015)
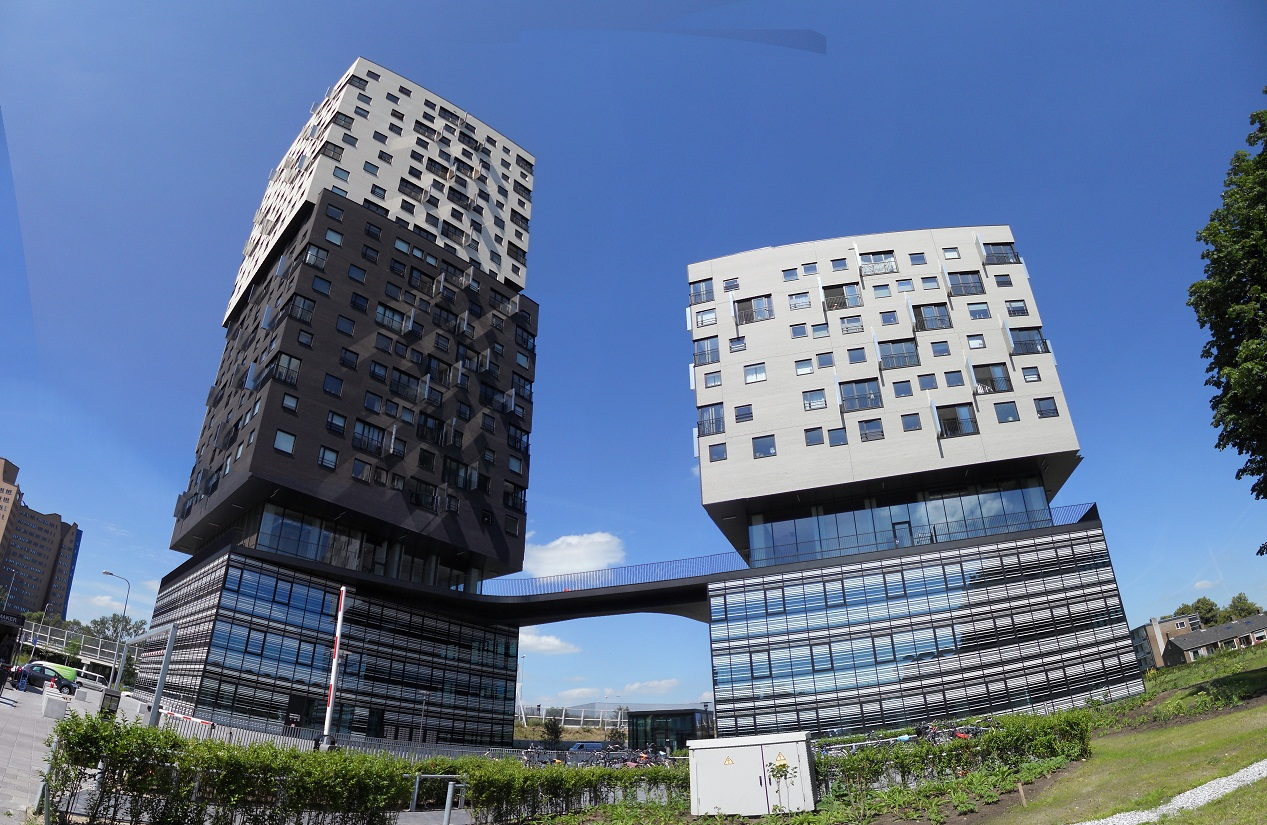
Gebouw La Liberté aan het Vrijheidsplein (2012)